# Matthew-Alexander Moncrieffe
Matthew-Alexander Moncrieffe (Lakeshore, 22 marzo 2001) è un cestista canadese.

## Carriera

### Nazionale
Nel 2019 ha disputato, con la nazionale Under-19 canadese, il Mondiale di categoria.